# Будинок Набокова
Будинок Набокова — будинок в Санкт-Петербурзі, за сучасною адресою: Велика Морська вулиця, будинок 47. Саме в цьому особняку народився Володимир Набоков в 1899 році. В даний час перший поверх будинку — музей Володимира Набокова.

## Історія
Будинок в кінці 1897 року став приданим Олени Іванівни Рукавишнікової (1876—1939), що вийшла заміж за Володимира Дмитровича Набокова, який через сім років став його власником (очевидно, заради отримання ним цензу для участі у виборах). Їх син, Володимир Володимирович Набоков, жив в будинку до листопада 1917 року. Будинок був ретельно описаний у його автобіографії «Інші береги» (The Other Shores) і «Пам'ять, говори» (Speak, Memory). Протягом усього свого життя він ніколи не купував якогось іншого будинку, вважаючи за краще жити в готелях.
8 листопада 1904 року в будинку, у вітальні на першому поверсі — після відомої під назвою «комітетська» — проходило одне із засідань земського з'їзду, де було підписано резолюції, що містили конституційні вимоги (тому ряд дослідників саме з цієї події відраховує історію російської революції). Потім у будинку часто проходили засідання ЦК Конституційно-демократичної партії.

## Музей Володимира Набокова
З квітня 1998 року перший поверх будинку (називався «сімейний поверх» у часи Набокова) займає «Музей Володимира Набокова», два верхніх поверхи («батьківський поверх» і «дитячий поверх») займає Санкт-Петербурзька дитяча школа мистецтв імені Бортнянського. На території музею є «телефонна кімната», «їдальня», «бібліотека», «кімната комітету» (тут було проведено більшість засідань Конституційно-демократичної партії) і «кухня».